# Engine Alliance

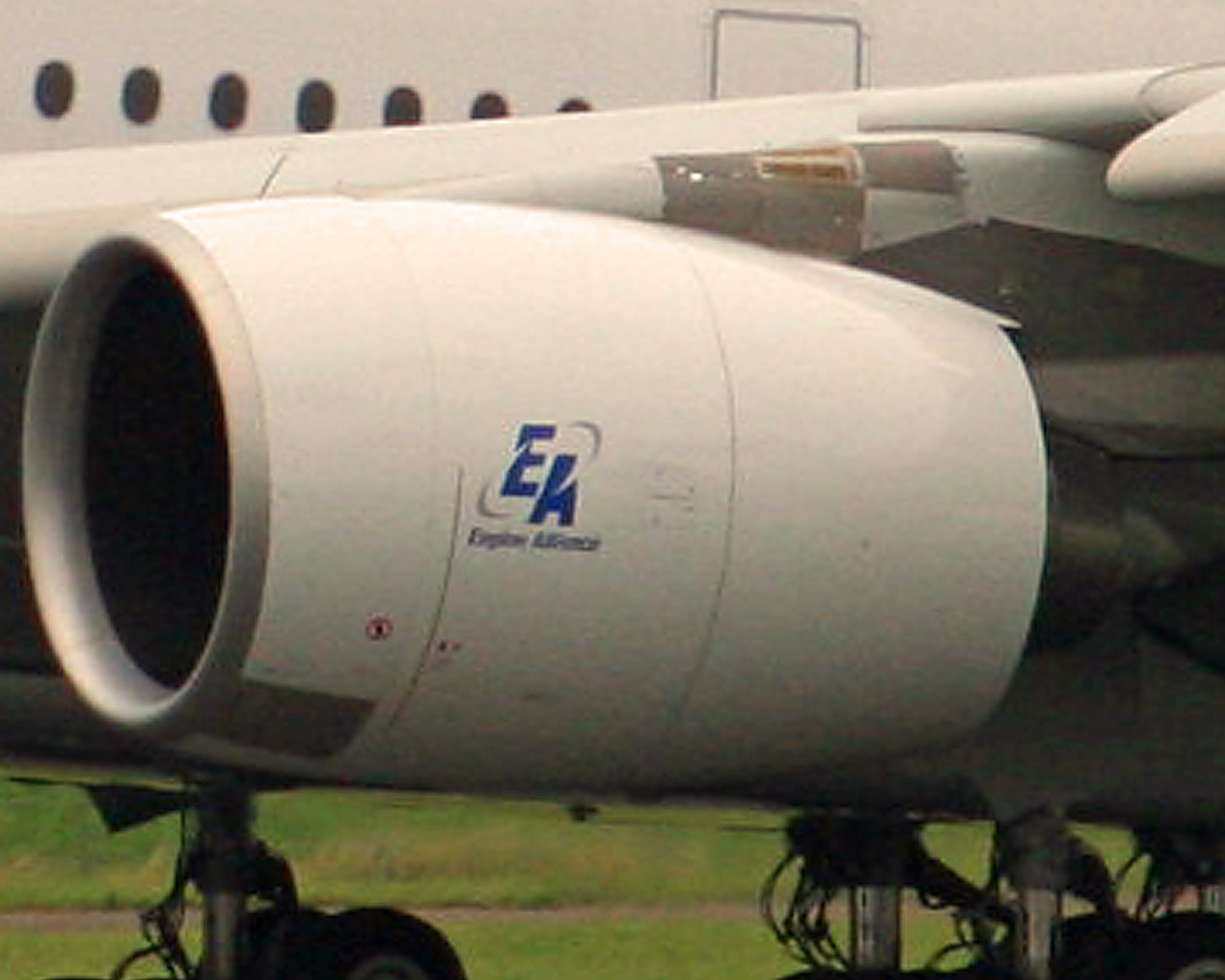
Un GP7200 nella gondola motore di un Airbus A380

L'Engine Alliance è una joint venture tra GE Aviation e Pratt & Whitney per la produzione del motore aeronautico Engine Alliance GP7200 destinato all'Airbus A380.